# Josef Redtenbacher
Josef Redtenbacher (Kirchdorf an der Krems, 1810. március 13. vagy 1810. március 12. – Bécs, 1870. március 5.) osztrák kémikus.
A Kremsmünster Stiftsgymnasiumban érettségizett, majd orvostudományt tanult a bécsi egyetemen, 1834-től pedig Joseph Franz von Jacquin kémiai asszisztense volt az ottani kémiai és botanikai tanszéken. Előtte elsősorban botanikai tárgyaknak szentelte magát, de lelkes hallgatója volt Friedrich Mohs ásványtanásznak is. 1840/41-ben kutatási és tanulmányi útra indult, amely különböző német és francia laboratóriumokba vezetett, mindenekelőtt Justus von Liebighez, Gießenbe. Távollétében kinevezték a prágai Károly Egyetem kémiaprofesszorává. Visszatérése után a külföldön szerzett felismeréseket felhasználta a kémiaórák naprakészen tartására.
1847-ben az Osztrák Tudományos Akadémia valódi tagja lett.
1860-ban a Leopoldina tagjává választották.